# Aeroporto Internacional de Kelowna
O Aeroporto Internacional de Kelowna (IATA: YLW, ICAO: CYLW) é um aeroporto internacional canadense localizado a aproximadamente 10 minutos a nordeste de Kelowna, Colúmbia Britânica, Canadá, na Rodovia 97.